# Pregón para iluminarse
«Pregón Para Iluminarse» es una canción del grupo chileno Los Jaivas, contenida en su álbum homónimo editado en 1975, conocido como El Indio. Es uno de los temas más optimistas que jamás grabó el grupo, y uno de los más queridos por su público.

## Letra y música
Esta influencia se hace manifiesta en el "Pregón Para Iluminarse". El pianista de la banda, Claudio Parra, lo señala: "es un tema que Gato comenzó a crear cuando iba en tren, apoyando su guitarra en el vidrio... lograba dar una amplificación genial". 
La letra es, principalmente, obra de Gato Alquinta, quien se basó en los pregones de los vendedores ("traigo lunas para su jardín / y ramitos de sonrisa en flor") para complementarlo con una plegaria por la paz y la armonía de la humanidad, tema que también tocaría en "Un Mar de Gente", otro de los temas incluidos en El Indio. 
El comienzo en flauta dulce de la canción da un aire de optimismo y alegría a la temática pacifista, que se desarrolla en dos estrofas y luego un coro que reitera "hágase la luz", acompañado de ruegos para que "la luz bañe los cerros" y "en todos los corazones", y un final que permite el lucimiento del piano y la guitarra en una coda magistral. 

## Anecdotario
Las mismas influencias paraguayas hacen que no sea extraño que el "Pregón" se parezca, especialmente en los arreglos, a la famosa canción "Pájaro Campana", tradicional del folclore de ese país. El ritmo de malambo es adaptado al rock a través de dos pianos, una guitarra eléctrica muy roquera y típica de la época, el bajo y la batería.

## Datos técnicos
- Apareció abriendo el álbum El Indio, de 1975
- Fue reeditada en la compilación Mambo de Machaguay, de 1980 y en Obras Cumbres, de 2002
- Duración: 5:15

### Composición
- Letra, música y arreglos: Los Jaivas

### Instrumentos
- Los Jaivas:
  - Gato Alquinta: Voz, Flauta dulce, Guitarra eléctrica, Percusión
  - Claudio Parra: Piano, Percusión
  - Gabriel Parra: Batería, Percusión
  - Eduardo Parra: Piano, Percusión
  - Julio Anderson : Bajo eléctrico
- Invitado:
  - Arpista uruguayo anónimo: Arpa

### Grabación
- Estudios EMI Odeón, Buenos Aires, Argentina, 22 de julio - 22 de septiembre de 1975

### Versiones y presentaciones
El tema permanece como favorito en los conciertos de la banda. En estas circunstancias se produce un pequeño cambio en la tonalidad de la canción (en el primer "amor, dulce de amor"). Muchas veces Gato Alquinta, por razones desconocidas, omitía los versos referentes a "la luz en los cerebelos / en los guantes del caballero". Versiones en vivo del tema han sido interpretadas por grupos como Huaika y Los Bunkers. Esta última banda incluyó el tema en su aparición en el concierto El Sueño Existe: Homenaje a Salvador Allende, de 2003, durante el cual Claudio Parra los acompañó en el escenario tocando el piano, además de tocar también Mambo de Machaguay. Este cover de Pregón para iluminarse se repitió en el Festival de Olmué de 2006 y en varios conciertos de la banda penquista.

## Enlaces
- Cronología de Los Jaivas

- Datos: Q6084289